# Vänliga veckan
Vänliga veckan är en svenskskapad tradition sedan år 1946, att under en vecka (numera i februari) visa vänlighet mot sin omvärld.
Upprinnelsen till begreppet Vänliga veckan härstammar från en trafikräknare, som år 1946 berättade att under hans pass såg han 12 människor som log, 15 som såg nöjda ut medan däremot 8 569 såg ut som de var på väg till en begravning. Detta föranledde publicisten och biståndsorganisationen Läkarmissionens grundare Harry Lindquist att instifta en årligt återkommande Vänliga veckan, senare med understöd av idrottsledaren Ernst Killander.  Vänlighet och artighet i trafiken, på arbetsplatsen och i familjen var ledorden för Vänliga veckan, som ursprungligen inföll första veckan i november.  År 1948  listar tidningen Hemmet och familjen riktlinjer att tänka på under veckan, att tänka gott och tala gott om medmänniskorna. År 1960 införs mottot "Vänlighet vinner" som recept mot ett allt mer stressat samhällsklimat.
Den kristna tidningen Svenska Journalen (som Lindquist var utgivare av) och Harry Lindquist-stiftelsen började 1984 att dela ut ett årligt pris till "Årets vänligaste svensk". Bland pristagarna fanns ledaren för 5i12-rörelsen, Stig Wallin (1993) och den humanitärt engagerade artisten Barbro Svensson (Lill-Babs) (1995). År 1999 bröts dock den traditionen, eftersom pristagarna börjat utsättas för hån och ovänlighet. I samband med det upphörde även aktiviteterna omkring Vänliga veckan, men år 2014 återlanserade Läkarmissionen Vänliga veckan, denna gång placerad i vecka 7 i samband med Alla hjärtans dag (14 februari). 
Under 2025 återlanserades Vänlighetspriset. Fem finalister utsågs och vann gjorde Ayaan Hassan, barnmorska med stort engagemang för kvinnor i utsatthet. 

## Max Ernsts roman
Max Ernst gav 1934 ut den surrealistiska collage-romanen Une Semaine de Bonté ("En vänlig vecka"). Denna tycks dock vara föga känd i Sverige och kan knappast ha gett upphov till den svenska traditionen.

## Fotnoter
1. ↑  Gits Olsson (nr 48, 1962). ”Vem sköter vänliga veckan?”. Se. Arkiverad från originalet den 20 augusti 2010. https://web.archive.org/web/20100820232322/http://www.gitsolsson.se/Mummel%20i%20kon/vem_skoter_vanliga_veckan.htm. Läst 26 november 2007.
2. ↑  Carina Bergius (4 november 1998). ”Så väcktes idén om vänliga veckan”. Katrineholms-Kuriren. Arkiverad från originalet den 11 juni 2007. https://archive.is/20070611043841/http://www.kkuriren.se/hermes/article/KK_19981104_SID_6_1_4.html.
3. ↑  Olof Östergren, Nusvensk ordbok, band 5, spalt 1291 i nytrycket av år 1981
4. ↑  Läkarmissionen 1 februari 2016, "Vänliga veckan fyller 70 år"
5. ↑  Marlene Hamsch (28 oktober 1997). ”Omtyckt till tiotusen”. Katrineholms-Kuriren. Arkiverad från originalet den 11 juni 2007. https://archive.is/20070611043841/http://www.kkuriren.se/hermes/article/KK_19971028_SID_10_1_5.html.
6. ↑  Per-Iwar Sohlström (1 november 1999). ”Folk var elaka mot ”Årets vänligaste” : Nu är det slut på Svenska Journalens utmärkelse”. Aftonbladet. http://wwwc.aftonbladet.se/nyheter/9911/01/veckan.html.
7. ↑  ”Vinnaren av Läkarmissionens Vänlighetspriset 2025” (på nordsamiska). Läkarmissionen. https://www.lakarmissionen.se/vart-arbete/notiser/2025/vinnaren-av-lakarmissionens-vanlighetspris-2025/. Läst 9 juni 2025.